# Klaus Popa
Klaus Popa (n. 10 noiembrie 1951, Orașul Stalin, România – d. 13 martie 2021, Bestwig, Renania de Nord-Westfalia, Germania) a fost un istoric german originar din România, care s-a specializat pe istoria germanilor din România, cu accent pe cea a sașilor.
A studiat anglistica și germanistica la Cluj.
A locuit la Bestwig, în landul Renania de Nord-Westfalia, Germania.
Domenii de interes ale studiilor sale sunt Istoria medievală a Transilvaniei, istoria germanilor din România în perioada interbelică (1919-1945), în special procesul de nazificare, care a culminat cu înființarea Grupului Etnic German din România.
Alături de William Totok, Dieter Schlesak, Klaus Popa l-a sprijiinit în munca redacțională pe Dr. Johann Böhm, care a editat din 1989  revista de specialitate bianuală, „Halbjahresschrift für südosteuropäische Geschichte, Literatur und Politik“ (Publicație semestrială de istorie, literatură și politică sud-esteuropeană). De ediția electronică a acestei reviste răspunde William Totok. Din 2020 revista apare, la München, le editura IKGS, sub titlul ușor modificat: „Halbjahresschrift für Geschichte und Zeitgeschehen in Zentral- und Südosteuropa“.

## Scrieri
- Einblicke in die Geschichte Südsiebenbürgens und des außerkarpatischen Raumes editura Aldus 2000.[7]
- Die Rumäniendeutschen zwischen Demokratie und Diktatur - der politische Nachlass von Hans Otto Roth 1919-1951. Klaus Popa (editor). P. Lang, Frankfurt am Main, New York, 2003, ISBN 978-3-631-50978-4 br.[8]
- Akten um die deutsche Volksgruppe in Rumänien 1937 - 1945 : eine Auswahl („Documente privind Grupul Etnic German din România. 1937-1945. O selecție”) / Klaus Popa. - Frankfurt am Main [u.a.], Lang, 2005, ISBN 3-631-54441-3 [2]
- ,Vom NS-Volkstum- zum Vertriebenenfunktionär. Die Gründungsmitglieder des Südostdeutschen Kulturwerks München und der Landsmannschaften der Deutschen aus Rumänien, Ungarn und Jugoslawien‘, Peter Lang Edition, Frankfurt am Main 2014. (în colaborare cu Johann Böhm).[9]